# Psalydolytta endroedyi
Psalydolytta endroedyi es una especie de coleóptero de la familia Meloidae.

## Distribución geográfica
Habita en Ghana.